# Juan Manuel Queirolo
Pour les articles homonymes, voir Queirolo.
Pas d'image ? Cliquez ici

a Compétitions nationales et continentales officielles uniquement.

b Matchs officiels uniquement.
Juan Manuel Queirolo, né le 31 juillet 1974 à Rosario, est un joueur international italien de rugby à XV, de nationalité civile argentino-italienne, qui évolue au poste de demi de mêlée. Il se reconvertit ensuite en tant qu'entraîneur.

## Biographie
Juan Manuel Queirolo est formé à l'Old Resian Club, club de sa ville natale de Rosario.
En 1999, il quitte l'Argentine pour continuer sa carrière sportive sur le continent européen, afin de jouer sous les couleurs du club italien Rugby Viadana.
Naturalisé italien, Queirolo connaît sa première cape internationale sous le maillot national italien le 8 juillet 2000, affrontant les Samoa sur leur terrain, à l'Apia Park,. Avec cette première sélection parmi les Azzurri, il perd la possibilité de porter un jour le maillot de son pays d'origine. Auparavant, il avait déjà été appelé au sein de l'équipe nationale réserve italienne à cinq reprises.
Après deux saisons en Italie, il déménage en France et signe avec l'US Dax, l'une des seize équipes de première division professionnelle. Malgré la descente du club en deuxième division, il reste dans l'effectif dacquois pour la saison 2002-2003.
Toujours présent sur les listes de pré-sélection de l'équipe nationale italienne au début de l'année 2003, il n'est pas conservé dans le groupe final par l'entraîneur John Kirwan ; il dispute finalement un dernier match international le 6 septembre 2003.
Après une nouvelle année en France, cette fois pour le compte de l'AS Béziers, il fait son retour en Italie et joue pour la saison 2004-2005 avec le club de Rugby Leonessa (it), prenant à nouveau part au Challenge européen. L'année suivante, il évolue cette fois-ci avec Rugby Rovigo.
En 2008, il rejoint le club de l'Amatori Capoterra (it) en Sardaigne. Pour la saison 2010-2011, il occupe le rôle d'entraîneur-joueur, alors que le club évolue en Serie B (it), soit la troisième division nationale.
Après plusieurs années en Sardaigne, il décide de quitter l'Europe afin de retourner en Argentine, ayant contribué entre-temps à faire monter le club de Capoterra en Serie A. Dans son pays natal, il poursuit ses activités rugbystiques, en tant qu'entraîneur et directeur sportif dans son club formateur de l'Old Resian Club ; il prend également en charge une académie de formation sous contrat avec la Fédération argentine,.